# Liste der Gemeinden im Landkreis Schwandorf

Karte des Landkreises Schwandorf

Die Liste der Gemeinden im Landkreis Schwandorf gibt einen Überblick über die Verwaltungseinheiten des Landkreises. Es gibt 33 politische Gemeinden, von denen 12 eine eigene Verwaltung haben, und 7 Verwaltungsgemeinschaften.

## Legende
- Verwaltungseinheit: Name der Gemeinde und Angabe der Gemeindeart: Gemeinde (–), Markt (M), Stadt (St), Große Kreisstadt (GKSt) oder Name der Verwaltungsgemeinschaft. Einheitsgemeinden wie auch Verwaltungsgemeinschaften sind fett gedruckt
- Wappen: Wappen der Gemeinde
- GT: Gemeindeteile der Gemeinde. Der Wiki-Link ist mit der Gemeindegliederung der jeweiligen Gemeinde verknüpft.
- VG: Zeigt ggf. an, ob eine Gemeinde zu einer Verwaltungsgemeinschaft gehört
- Karte: Zeigt die Lage der Gemeinde im Landkreis
- Fläche: Fläche der Stadt beziehungsweise Gemeinde, angegeben in Quadratkilometer
- Einwohner: Zahl der Menschen, die in der Gemeinde beziehungsweise Stadt leben (Stand: 31. Dezember 2023[1])
- EW-Dichte: Angegeben ist die Einwohnerdichte, gerechnet auf die Fläche der Verwaltungseinheit, angegeben in Einwohner pro km2 (Stand: 31. Dezember 2023[2])
- Statistik: Link zur kommunalen Statistik des Bayerischen Landesamts für Statistik
- Website: Website der Gemeinde bzw. der Verwaltungsgemeinschaft

## Gemeinden
| Verwaltungseinheit                         | Wappen                                     | GT | VG                 | Karte                                                                       | Fläche in km²   | Einwohner      | Einwohner je km² | Statistik | Website |
| ------------------------------------------ | ------------------------------------------ | -- | ------------------ | --------------------------------------------------------------------------- | --------------- | -------------- | ---------------- | --------- | ------- |
| Landkreis Schwandorf                       | Wappen des Landkreises Schwandorf          |    |                    | Der Landkreis Schwandorf                                                    | 1464,97 (100 %) | 152284 (100 %) | 104              | [ 3 ]     | [ 4 ]   |
| Verwaltungsgemeinschaft Nabburg            |                                            |    | Nabburg            | Lage der Verwaltungsgemeinschaft Nabburg im Landkreis Schwandorf            | 120,64 (8.2 %)  | 8072 (5.3 %)   | 67               |           |         |
| Verwaltungsgemeinschaft Neunburg vorm Wald |                                            |    | Neunburg vorm Wald | Lage der Verwaltungsgemeinschaft Neunburg vorm Wald im Landkreis Schwandorf | 135,38 (9.2 %)  | 4594 (3 %)     | 34               |           | [ 5 ]   |
| Verwaltungsgemeinschaft Oberviechtach      |                                            |    | Oberviechtach      | Lage der Verwaltungsgemeinschaft Oberviechtach im Landkreis Schwandorf      | 105,35 (7.2 %)  | 5101 (3.3 %)   | 48               |           | [ 6 ]   |
| Verwaltungsgemeinschaft Pfreimd            |                                            |    | Pfreimd            | Lage der Verwaltungsgemeinschaft Pfreimd im Landkreis Schwandorf            | 69,08 (4.7 %)   | 6215 (4.1 %)   | 90               |           | [ 7 ]   |
| Verwaltungsgemeinschaft Schönsee           |                                            |    | Schönsee           | Lage der Verwaltungsgemeinschaft Schönsee im Landkreis Schwandorf           | 83,24 (5.7 %)   | 3347 (2.2 %)   | 40               |           | [ 8 ]   |
| Verwaltungsgemeinschaft Schwarzenfeld      |                                            |    | Schwarzenfeld      | Lage der Verwaltungsgemeinschaft Schwarzenfeld im Landkreis Schwandorf      | 81,13 (5.5 %)   | 9545 (6.3 %)   | 118              |           | [ 9 ]   |
| Verwaltungsgemeinschaft Wackersdorf        |                                            |    | Wackersdorf        | Lage der Verwaltungsgemeinschaft Wackersdorf im Landkreis Schwandorf        | 53,77 (3.7 %)   | 7394 (4.9 %)   | 138              |           | [ 10 ]  |
| Altendorf                                  | Wappen der Gemeinde Altendorf              | 12 | Nabburg            | Lage der Gemeinde Altendorf im Landkreis Schwandorf                         | 23,16 (1.6 %)   | 889 (0.6 %)    | 38               | [ 11 ]    | [ 12 ]  |
| Bodenwöhr                                  | Wappen der Gemeinde Bodenwöhr              | 16 |                    | Lage der Gemeinde Bodenwöhr im Landkreis Schwandorf                         | 54,23 (3.7 %)   | 4456 (2.9 %)   | 82               | [ 13 ]    | [ 14 ]  |
| Bruck in der Oberpfalz, M                  | Wappen der Gemeinde Bruck in der Oberpfalz | 22 |                    | Lage der Gemeinde Bruck in der Oberpfalz im Landkreis Schwandorf            | 44,40 (3 %)     | 4496 (3 %)     | 101              | [ 15 ]    | [ 16 ]  |
| Burglengenfeld, St                         | Wappen der Gemeinde Burglengenfeld         | 48 |                    | Lage der Gemeinde Burglengenfeld im Landkreis Schwandorf                    | 93,26 (6.4 %)   | 14527 (9.5 %)  | 156              | [ 17 ]    | [ 18 ]  |
| Dieterskirchen                             | Wappen der Gemeinde Dieterskirchen         | 25 | Neunburg vorm Wald | Lage der Gemeinde Dieterskirchen im Landkreis Schwandorf                    | 24,13 (1.6 %)   | 1025 (0.7 %)   | 42               | [ 19 ]    | [ 20 ]  |
| Fensterbach                                | Wappen der Gemeinde Fensterbach            | 12 |                    | Lage der Gemeinde Fensterbach im Landkreis Schwandorf                       | 26,84 (1.8 %)   | 2430 (1.6 %)   | 91               | [ 21 ]    | [ 22 ]  |
| Gleiritsch                                 | Wappen der Gemeinde Gleiritsch             | 12 | Oberviechtach      | Lage der Gemeinde Gleiritsch im Landkreis Schwandorf                        | 10,94 (0.7 %)   | 636 (0.4 %)    | 58               | [ 23 ]    | [ 24 ]  |
| Guteneck                                   | Wappen der Gemeinde Guteneck               | 14 | Nabburg            | Lage der Gemeinde Guteneck im Landkreis Schwandorf                          | 35,08 (2.4 %)   | 834 (0.5 %)    | 24               | [ 25 ]    | [ 26 ]  |
| Maxhütte-Haidhof, St                       | Wappen der Gemeinde Maxhütte-Haidhof       | 40 |                    | Lage der Gemeinde Maxhütte-Haidhof im Landkreis Schwandorf                  | 34,70 (2.4 %)   | 12278 (8.1 %)  | 354              | [ 27 ]    | [ 28 ]  |
| Nabburg, St                                | Wappen der Gemeinde Nabburg                | 28 | Nabburg            | Lage der Gemeinde Nabburg im Landkreis Schwandorf                           | 62,40 (4.3 %)   | 6349 (4.2 %)   | 102              | [ 29 ]    | [ 30 ]  |
| Neukirchen-Balbini, M                      | Wappen der Gemeinde Neukirchen-Balbini     | 31 | Neunburg vorm Wald | Lage der Gemeinde Neukirchen-Balbini im Landkreis Schwandorf                | 47,29 (3.2 %)   | 1148 (0.8 %)   | 24               | [ 31 ]    | [ 32 ]  |
| Neunburg vorm Wald, St                     | Wappen der Gemeinde Neunburg vorm Wald     | 74 |                    | Lage der Gemeinde Neunburg vorm Wald im Landkreis Schwandorf                | 110,17 (7.5 %)  | 8431 (5.5 %)   | 77               | [ 33 ]    | [ 34 ]  |
| Niedermurach                               | Wappen der Gemeinde Niedermurach           | 18 | Oberviechtach      | Lage der Gemeinde Niedermurach im Landkreis Schwandorf                      | 29,96 (2 %)     | 1248 (0.8 %)   | 42               | [ 35 ]    | [ 36 ]  |
| Nittenau, St                               | Wappen der Gemeinde Nittenau               | 88 |                    | Lage der Gemeinde Nittenau im Landkreis Schwandorf                          | 98,73 (6.7 %)   | 9506 (6.2 %)   | 96               | [ 37 ]    | [ 38 ]  |
| Oberviechtach, St                          | Wappen der Gemeinde Oberviechtach          | 43 |                    | Lage der Gemeinde Oberviechtach im Landkreis Schwandorf                     | 62,41 (4.3 %)   | 4985 (3.3 %)   | 80               | [ 39 ]    | [ 40 ]  |
| Pfreimd, St                                | Wappen der Gemeinde Pfreimd                | 29 | Pfreimd            | Lage der Gemeinde Pfreimd im Landkreis Schwandorf                           | 51,45 (3.5 %)   | 5266 (3.5 %)   | 102              | [ 41 ]    | [ 42 ]  |
| Schmidgaden                                | Wappen der Gemeinde Schmidgaden            | 18 |                    | Lage der Gemeinde Schmidgaden im Landkreis Schwandorf                       | 41,24 (2.8 %)   | 3128 (2.1 %)   | 76               | [ 43 ]    | [ 44 ]  |
| Schönsee, St                               | Wappen der Gemeinde Schönsee               | 24 | Schönsee           | Lage der Gemeinde Schönsee im Landkreis Schwandorf                          | 50,26 (3.4 %)   | 2360 (1.5 %)   | 47               | [ 45 ]    | [ 46 ]  |
| Schwandorf, GKSt                           | Wappen der Gemeinde Schwandorf             | 61 |                    | Lage der Gemeinde Schwandorf im Landkreis Schwandorf                        | 123,78 (8.4 %)  | 30239 (19.9 %) | 244              | [ 47 ]    | [ 48 ]  |
| Schwarzach bei Nabburg                     | Wappen der Gemeinde Schwarzach bei Nabburg | 15 | Schwarzenfeld      | Lage der Gemeinde Schwarzach bei Nabburg im Landkreis Schwandorf            | 27,35 (1.9 %)   | 1393 (0.9 %)   | 51               | [ 49 ]    | [ 50 ]  |
| Schwarzenfeld, M                           | Wappen der Gemeinde Schwarzenfeld          | 19 | Schwarzenfeld      | Lage der Gemeinde Schwarzenfeld im Landkreis Schwandorf                     | 38,26 (2.6 %)   | 6463 (4.2 %)   | 169              | [ 51 ]    | [ 52 ]  |
| Schwarzhofen, M                            | Wappen der Gemeinde Schwarzhofen           | 24 | Neunburg vorm Wald | Lage der Gemeinde Schwarzhofen im Landkreis Schwandorf                      | 36,10 (2.5 %)   | 1409 (0.9 %)   | 39               | [ 53 ]    | [ 54 ]  |
| Stadlern                                   | führt kein Wappen                          | 8  | Schönsee           | Lage der Gemeinde Stadlern im Landkreis Schwandorf                          | 10,55 (0.7 %)   | 521 (0.3 %)    | 49               | [ 55 ]    | [ 56 ]  |
| Steinberg am See                           | Wappen der Gemeinde Steinberg am See       | 6  | Wackersdorf        | Lage der Gemeinde Steinberg am See im Landkreis Schwandorf                  | 20,22 (1.4 %)   | 1996 (1.3 %)   | 99               | [ 57 ]    | [ 58 ]  |
| Stulln                                     | Wappen der Gemeinde Stulln                 | 8  | Schwarzenfeld      | Lage der Gemeinde Stulln im Landkreis Schwandorf                            | 15,52 (1.1 %)   | 1689 (1.1 %)   | 109              | [ 59 ]    | [ 60 ]  |
| Teublitz, St                               | Wappen der Gemeinde Teublitz               | 17 |                    | Lage der Gemeinde Teublitz im Landkreis Schwandorf                          | 38,25 (2.6 %)   | 7938 (5.2 %)   | 208              | [ 61 ]    | [ 62 ]  |
| Teunz                                      | Wappen der Gemeinde Teunz                  | 18 | Oberviechtach      | Lage der Gemeinde Teunz im Landkreis Schwandorf                             | 30,73 (2.1 %)   | 1839 (1.2 %)   | 60               | [ 63 ]    | [ 64 ]  |
| Thanstein                                  | Wappen der Gemeinde Thanstein              | 16 | Neunburg vorm Wald | Lage der Gemeinde Thanstein im Landkreis Schwandorf                         | 27,86 (1.9 %)   | 1012 (0.7 %)   | 36               | [ 65 ]    | [ 66 ]  |
| Trausnitz                                  | Wappen der Gemeinde Trausnitz              | 10 | Pfreimd            | Lage der Gemeinde Trausnitz im Landkreis Schwandorf                         | 17,63 (1.2 %)   | 949 (0.6 %)    | 54               | [ 67 ]    | [ 68 ]  |
| Wackersdorf                                | Wappen der Gemeinde Wackersdorf            | 9  | Wackersdorf        | Lage der Gemeinde Wackersdorf im Landkreis Schwandorf                       | 33,55 (2.3 %)   | 5398 (3.5 %)   | 161              | [ 69 ]    | [ 70 ]  |
| Weiding                                    | Wappen der Gemeinde Weiding                | 6  | Schönsee           | Lage der Gemeinde Weiding im Landkreis Schwandorf                           | 22,43 (1.5 %)   | 466 (0.3 %)    | 21               | [ 71 ]    | [ 72 ]  |
| Wernberg-Köblitz, M                        | Wappen der Gemeinde Wernberg-Köblitz       | 26 |                    | Lage der Gemeinde Wernberg-Köblitz im Landkreis Schwandorf                  | 66,05 (4.5 %)   | 5602 (3.7 %)   | 85               | [ 73 ]    | [ 74 ]  |
| Winklarn, M                                | Wappen der Gemeinde Winklarn               | 20 | Oberviechtach      | Lage der Gemeinde Winklarn im Landkreis Schwandorf                          | 33,72 (2.3 %)   | 1378 (0.9 %)   | 41               | [ 75 ]    | [ 76 ]  |